# José Marcelo Januário de Araújo
José Marcelo Januário de Araújo   (Caiçara, 6 de maig de 1972 - João Pessoa, 31 d'octubre de 2018), més conegut com a Esquerdinha, fou un futbolista brasiler. Ocupava la posició de defensa.
Destacà al Botafogo-PB, Vitória, Porto o Real Zaragoza, entre altres clubs.
Va morir el 31 d'octubre de 2018 d'un atac de cor mentre jugava un partit de futbol amb amics.